# Sergiu Coropceanu
Sergiu Coropceanu (n. 8 ianuarie 1975, Ustia) este un politician moldovean, în prezent secretar general al Partidului Social Democrat din Republica Moldova.

## Biografie
S-a născut la 8 ianuarie 1975, în satul Ustia, raionul Dubăsari, RSS Moldovenească, Uniunea Sovietică.
În anul 1997, a absolvit Academia de Studii Economice din Moldova, facultatea „Relații Economice Internaționale”. Pe parcursul anului 2000 a urmat cursuri de perfecționare organizate de Comitetul de Cooperare în Programul de Asistență Tehnică a Guvernului Japoniei și Statelor Noi Independente în domeniul managementului întreprinderilor mici și mijlocii. După care în perioada anilor 2002-2003 a studiat la Institultul European de Studii Politice, Consiliul Europei în Strasbourg.
Cariera profesională și-a început-o în anul 1997, în calitate de lector asistent la Academia de Studii Economice și ca profesor la Colegiul Republican de Informatică și Drept, activînd în același timp în cadrul Inspectoratului Fiscal de Stat pe mun. Chișinău. Ulterior, începînd cu anul 2001, desfășoară activitatea de antreprenoriat și totodată reprezintă interesele businessului mic și mijlociu în mai multe grupuri de lucru din țară cît și în cadrul Comisiei Economice pentru Europa a Națiunilor Unite.
Pe lîngă activitățile din domeniul economic și politic are și o pasiune în domeniul sportiv fiind multiplu campion național și internațional la karate, centura neagră „4 Dan”, deținînd mai mulți ani funcția de antrenor și președinte al Federației de Karate Shotokan din Republica Moldova, director pentru R.M. și țările Europei de Est din partea Federației Internaționale.

## Activitate politică
Pe data de 17 aprilie 2010 a fost ales în funcția de Secretar General al Partidului Social Democrat. Face parte din noua echipă de conducere în frunte cu Victor Șelin.
A fost candidatul partidului său pentru postul de primar al municipiului Chișinău la primul tur al alegerilor locale din 5 iunie 2011, unde a obținut 0,39% din voturi.